# Фолмар I фон Близкастел
Фолмар I фон Близкастел (на немски: Folmar I von Bliescastel; * пр. 1120; † сл. 1179) е граф на Близкастел в Саарланд, Германия.

## Произход и наследство
Той е син на граф Готфрид I фон Близкастел († сл. 1127). Внук е на граф Готфрид III фон Близгау († сл. 1098) и Матилда фон Люксембург († 1070), дъщеря на граф Конрад I фон Люксембург († 1086) и Клеменция де Поату († 1142). Брат е на Дитрих († 1159/пр. 1159), граф на Хюнебург, ландграф в Долен Елзас, и на Хедвиг фон Близкастел, омъжена за Герхард († сл. 1127), бургграф на Ринек и Майнц.
Графовете на Близкастел измират през 1237 г. Правнучката му Елизабет фон Близкастел († 1273), дъщерята на последния граф Хайнрих фон Близкастел († 1237), подарява през 1234 г. манастир Графентал. Замъкът и господството отиват на графовете фон Залм.

## Фамилия
Фолмар I фон Близкастел се жени за графиня Клеменция фон Мец († сл. 1179), дъщеря на граф Фолмар V фон Мец-Хомбург († 1145) и съпругата му графиня Мехтилд фон Егисхайм-Дагсбург († 1157), дъщеря на графиня Ермезинда I Люксембургска († 1143). Те имат пет деца:
- Фолмар II фон Близкастел († пр. 1223), граф на Близкастел, женен за Юта фон Саарбрюкен
- Хуго I фон Близкастел († ок. 1220), граф на Люневил, женен за Кунигунда фон Кирбург
- Хайнрих фон Близкастел († 1196), епископ на Вердюн (1180 – 1186)
- Готфрид († млад).
- Мехтилд